# أفايفو

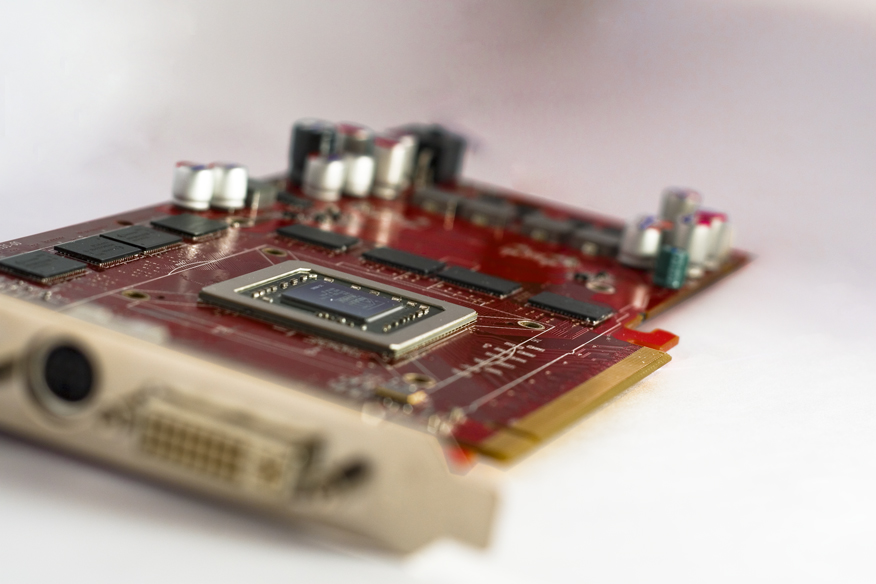

أفايفو (بالإنجليزية: AVIVO)‏ وهو نظام يستخدم المعدات الصلبة في بطاقات العرض المرئي في تخفف عبئ التشفير وفك التشفير وعملية ما بعد معالجة الفيديو (Video post-processing) عن وحدة المعالجة المركزية. وتم إطلاقها لأول مرة في سلسلة ريدون آر 520. وكان هدفها توسيع قدرة بطاقات العرض المرئي لدى شركة إي تي آي في عرض الفيديوهات. وهو ويقوم هذا النظام بالتشفير وفك التشفير وأدوات أخرى تساهم في تحسين الصورة. ويخفف هذا النظام حجم استخدام وحدة المعالجة المركزية عندما تستخدم برامج عرض أو التشفير الفيديو التي تدعم هذا النظام. وتم إطلاق أفايفو مع مشغل بطاقات العرض إيه تي أي كاتاليست 8.12 (ATI Catalyst 8.12).